# Ligne 3 du métro de Valence
La ligne 3 (en catalan : Línia 3 de Metrovalència) est l'une des dix lignes du réseau du métro de Valence et l'une des six lignes de métro, ouverte en mai 1995. Elle est exploitée par FGV et dessert treize communes.

## Historique
La ligne 3 ouvre le 5 mai 1995, avec la mise en service d'un tunnel de 3 km sous la ville de Valence pour prolonger l'ancienne ligne Rafelbunyol-Valence jusqu'à Alameda,.
La ligne connaît ensuite plusieurs prolongements, le premier en 1998 avec le creusement de quatre nouvelles stations vers le sud, repoussant le terminus d’Alameda à Avinguda del Cid. Cette extension est inaugurée le 16 septembre par le roi Juan Carlos Ier et la reine Sophie. La même année, un tronçon entre les stations Colón et Jesús est percé, ce qui relie la ligne 3 aux lignes 1 et 2 et lui confère une forme de Y, tous les trains partant de Rafelbunyol mais arrivent à Avinguda del Cid ou à Torrent. La ligne est agrandie de trois nouvelles stations dès 1999 jusqu'à Mislata, le terminus sud s'effectuant à Mislata-Almassil,.
En 2003, l'ouverture de la ligne 5 supprime le service Colón-Torrent de la ligne 3. Elle est étendue une dernière fois en 2007 jusqu'à l'aéroport, où elle effectue son terminus. Trois ans plus tard, les deux stations d'Alboraia sont enfouies,.

## Caractéristiques

### Ligne
La ligne compte 27 stations, dont dix-neuf souterraines, et parcourt 24,69 km. Les rails sont à écartement métrique et la voie est double uniquement entre les stations Alboraia-Peris Aragó (Alboraia) et Aeroport (Manises),.
Elle traverse treize communes, du nord au sud : Rafelbunyol, La Pobla de Farnals, Massamagrell, Museros, Albalat dels Sorells, Foios, Meliana, Almàssera, Alboraia, Valence, Mislata, Quart de Poblet et Manises.

### Stations et correspondances
|  |   |  | Station                  | Communes                  | Correspondances |
|  | - |  | ------------------------ | ------------------------- | --- |
|  | ■ |  | Rafelbunyol              | Rafelbunyol               | |
|  | o |  | La Pobla de Farnals      | La Pobla de Farnals       | |
|  | o |  | Massamagrell             | Massamagrell              | |
|  | o |  | Museros                  | Museros                   | |
|  | o |  | Albalat dels Sorells     | Albalat dels Sorells      | |
|  | o |  | Foios                    | Foios                     | |
|  | o |  | Meliana                  | Meliana                   | |
|  | o |  | Almàssera                | Almàssera                 | |
|  | o |  | Alboraia-Peris Aragó     | Alboraia                  | Ligne 9 du métro de Valence                                                                                           |
|  | o |  | Alboraia-Palmaret        | Alboraia                  | Ligne 9 du métro de Valence                                                                                           |
|  | o |  | Machado                  | Valence (Benimaclet)      | Ligne 9 du métro de Valence                                                                                           |
|  | o |  | Benimaclet               | Valence (Benimaclet)      | Ligne 4 du métro de Valence · Ligne 6 du métro de Valence · Ligne 9 du métro de Valence                               |
|  | o |  | Facultats-Manuel Broseta | Valence (El Pla del Real) | Ligne 9 du métro de Valence                                                                                           |
|  | o |  | Alameda                  | Valence (Vieille ville)   | Ligne 5 du métro de Valence · Ligne 7 du métro de Valence · Ligne 9 du métro de Valence                               |
|  | o |  | Colón                    | Valence (Vieille ville)   | Ligne 5 du métro de Valence · Ligne 7 du métro de Valence · Ligne 9 du métro de Valence                               |
|  | o |  | Xàtiva                   | Valence (Vieille ville)   | Ligne 5 du métro de Valence · Ligne 9 du métro de Valence · Ligne 10 du métro de Valence · Cercanías de Valence       |
|  | o |  | Àngel Guimerà            | Valence (Extramurs)       | Ligne 1 du métro de Valence · Ligne 2 du métro de Valence · Ligne 5 du métro de Valence · Ligne 9 du métro de Valence |
|  | o |  | Avinguda del Cid         | Valence (L'Olivereta)     | Ligne 5 du métro de Valence · Ligne 9 du métro de Valence                                                             |
|  | o |  | Nou d'Octubre            | Valence (L'Olivereta)     | Ligne 5 du métro de Valence · Ligne 9 du métro de Valence                                                             |
|  | o |  | Mislata                  | Mislata                   | Ligne 5 du métro de Valence · Ligne 9 du métro de Valence                                                             |
|  | o |  | Mislata-Almassil         | Mislata                   | Ligne 5 du métro de Valence · Ligne 9 du métro de Valence                                                             |
|  | o |  | Faitanar                 | Quart de Poblet           | Ligne 5 du métro de Valence · Ligne 9 du métro de Valence                                                             |
|  | o |  | Quart de Poblet          | Quart de Poblet           | Ligne 5 du métro de Valence · Ligne 9 du métro de Valence                                                             |
|  | o |  | Salt de l'Aigua          | Manises                   | Ligne 5 du métro de Valence · Ligne 9 du métro de Valence                                                             |
|  | o |  | Manises                  | Manises                   | Ligne 5 du métro de Valence · Ligne 9 du métro de Valence                                                             |
|  | o |  | Roses                    | Manises                   | Ligne 5 du métro de Valence · Ligne 9 du métro de Valence                                                             |
|  | ■ |  | Aeroport                 | Manises                   | Ligne 5 du métro de Valence                                                                                           |

## Exploitation
La ligne est exploitée par les Ferrocarrils de la Generalitat Valenciana (FGV), sous la marque Metrovalència.

### Matériel roulant
La ligne est servie par des trains de type série 4300, produits par Vossloh.

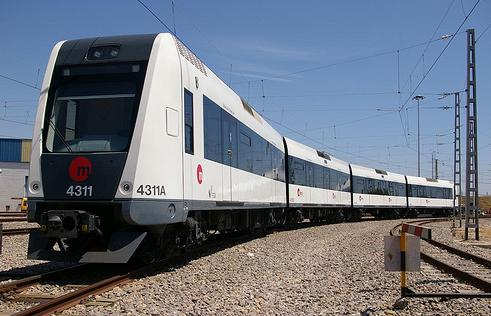
Un train série 4300.